# Șișcani
Șișcani è un comune della Moldavia situato nel distretto di Nisporeni di 2.901 abitanti al censimento del 2004

## Località
Il comune è formato dall'insieme delle seguenti località (popolazione 2004):
- Șișcani (2.233 abitanti)
- Drojdieni (482 abitanti)
- Odaia (186 abitanti)